# Lachout-Dokument

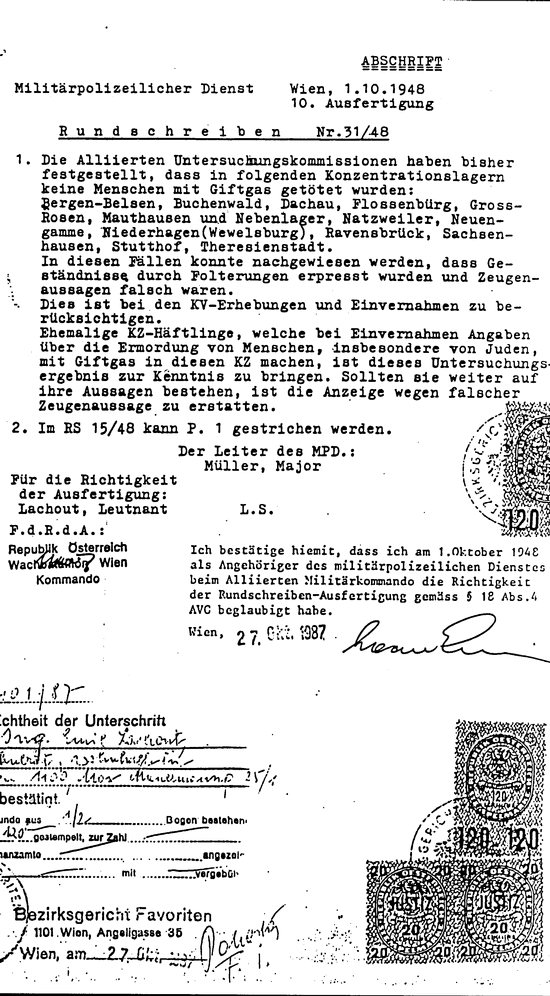
Das Lachout-Dokument wurde bereits 1989 als Fälschung entlarvt.

Das Lachout-Dokument ist ein gefälschtes Rundschreiben, mit dem Rechtsextremisten in Österreich 1987 Holocaustleugnung zu untermauern versuchten. Es sollte den Einsatz von Giftgas in 13 deutschen Konzentrationslagern und Vernichtungslagern (darunter Mauthausen, Bergen-Belsen und Groß-Rosen) mit einem fingierten, auf 1948 datierten Schreiben eines erfundenen alliierten Offiziers ausschließen.

## Geschichte und Inhalt
Es wurde vom österreichischen Verwaltungsbeamten und Religionslehrer i. R. Emil Lachout (* 20. Oktober 1928; † 4. Dezember 2018) auf Deutsch verfasst. Das Schreiben stellt sich als Dokument des „Militärpolizeilichen Dienstes“ des „Alliierten Kommandos“ dar und ist auf den 1. Oktober 1948 datiert. Lachout selbst unterzeichnete als Leutnant des „Wachbataillon Wien – Kommando“ für die Richtigkeit der Ausfertigungen. Der Inhalt des Schreibens besteht aus zwei Punkten, von denen der erste die „Feststellung“ ist, dass es in den aufgeführten Konzentrationslagern keine Ermordungen durch Giftgas gegeben habe. Die österreichische neonazistische Zeitung „Halt“ publizierte das Dokument erstmals im November 1987. In der Folge wurde es auch von weiteren österreichischen und bundesdeutschen rechtsextremen Zeitschriften nachgedruckt und verschaffte seinem Verfasser Lachout einige Aufmerksamkeit als neuem Kronzeugen des Revisionismus.
Das Schreiben und sein Inhalt wurden schnell als Fälschung entlarvt. Inhaltlich sind die Morde durch Giftgas, unter anderem in Mauthausen, längst historisch und juristisch bewiesen. Auch eine Reihe formaler Mängel weisen auf die plumpe Fälschung hin. Es gab weder ein „Alliiertes Kommando“ noch einen „Militärpolizeilichen Dienst“. Da Österreich bis 1955 keine eigenen Streitkräfte unterhielt, kann 1948 auch kein „Wachbataillon Wien“ bestanden haben. Des Weiteren waren die zulässigen Amtssprachen Englisch, Französisch und Russisch – keinesfalls jedoch Deutsch. Die alliierten Behörden unterstanden auch nicht der österreichischen Rechtsordnung, die auf dem Dokument angegebene „Bestätigung“ nach österreichischem Verwaltungsrecht ist daher absurd. Lachout selbst war niemals Angehöriger der österreichischen Exekutive und konnte 1948, im Alter von 20 Jahren, auch keinen Leutnantsrang bekleidet haben.
Nach sieben Jahren Ermittlung wurde am 9. Mai 1994 vor dem Oberlandesgericht Wien ein Strafverfahren gegen Lachout eröffnet, welches am 4. Juni 1996 eingestellt wurde, da Lachout attestiert wurde, dass er nicht in der Lage sei, rechtsverbindliche Erklärungen abzugeben. Auch ein neuer Prozess am 1. Juli 1997 vor dem Landgericht Wien wurde letztlich aufgrund eines psychiatrischen Gutachtens abgebrochen, welches Lachout aufgrund seiner „querulatorisch-paranoiden Einstellung“ für verhandlungsunfähig erklärte. Da es ihm jedoch zuvor erfolgreich gelungen war, das Ermittlungsverfahren mit Eingaben und Beschwerden – die ein Volumen von ca. 12.500 Seiten erreichten – über sieben Jahre zu verzögern, stieß die Entscheidung des Gerichts auf Kritik und war unter anderem Gegenstand einer parlamentarischen Anfrage an den österreichischen Justizminister.